# Maurice Colclough
Maurice John Colclough, né le 2 septembre 1953 à Oxford (Angleterre) et décédé le 27 janvier 2006, était un joueur de rugby à XV anglais évoluant au poste de deuxième ligne.
Cet international anglais disputa 25 matches internationaux avec l'équipe d'Angleterre entre 1978 et 1986. Il participa ainsi à la conquête du Grand Chelem dans le tournoi 1980 et forma une excellente deuxième ligne avec Bill Beaumont au début de sa carrière.
En club, il joua pour Liverpool, les London Wasps, Poitiers, Swansea et le SC Angoulême. Il resta toutefois longtemps à Swansea R.F.C. et reste une des figures de ce club.

## Carrière
Maurice poursuit ses études à l'école Duke of York's Royal Military School à Dover puis rejoint l'université de Liverpool ou il joue pour le Liverpool RFC. 
Maurice Colclough est le premier international Anglais à jouer en France quand il rejoint le SC Angoulême en 1975. Il a été sélectionné 25 fois sous le maillot du XV de La Rose entre 1978 et 1986. Maurice avait aussi fait partie des tournées des "Lions britanniques" en Afrique du Sud en 1980 et en Nouvelle-Zélande en 1983.
Maurice Colclough a joué en équipe d'Angleterre de 1978 à 1986 au poste de 2e ligne. Il fait ses débuts internationaux à l'âge de 24 ans, le dimanche 4 mars 1978 contre l'Écosse à Murrayfield où il sortait vainqueur 15 à 0 et remplace le vétéran Nigel Horton. 
En 1979 les sélectionneurs Anglais lui préfèrent Nigel Horton pour participer au tournoi des 5 nations mais Maurice fait son retour dans l'équipe d'Angleterre pour la défaite 10 à 9 contre la Nouvelle-Zélande à l'automne 1979.
Au début de l'année 1980, à cause d'une blessure, il ne peut participer au 1er match du tournoi face à l'Irlande et est remplacé par son vieux rival, Horton. Maurice Colclough fait son retour anticipé et joue les 3 derniers matchs et fait alors partie d'une des meilleures secondes lignes au monde avec Bill Beaumontall. Il remporte le premier Grand Chelem de l'Angleterre depuis 1957 !
En 1981, Maurice Colclough joue les 4 matchs du tournoi mais l'Angleterre est incapable de défendre son titre.
Colclough participe aussi à 8 "test-matchs" avec les Lions à 2 reprises en 1980 et 1983 ou, même en perdant 7 de ces 8 matchs, il se fera un nom sous le maillot rouge. En 1983 lors des tests matchs contre la Nouvelle-Zélande, il est le seul à marquer un essai pour la victoire 15 à 9 sur les All Blacks à Twickenham, première victoire anglaise à domicile sur les blacks depuis 47 ans.
Maurice Colclough a beaucoup joué pour les Wasps, Angoulême et Swansea ou il deviendra une figure emblématique pour les fans Gallois. Il joue son dernier match international face à la France le 15 mars 1986 où il perd 10 à 29.
Maurice nous a quittés à l'âge de 52 ans des suites d'une longue maladie le 27 janvier 2006. Il laisse derrière lui sa femme Annie et ses cinq enfants.il a vécu avec Colette a Angoulême 

### En club
- Liverpool,
- London Wasps,
- Swansea RFC
- Stade Poitevin Rugby
- SC Angoulême

### En équipe nationale
Il a eu sa première cape internationale le 4 mars 1978, à l’occasion d’un match contre l'équipe d'Écosse et il disputa sa dernière sélection le 15 mars 2006, obtenant 25 capes internationales. 
Il participe à la tournée des Lions britanniques en 1980 en d'Afrique du Sud et en 1983 en Nouvelle-Zélande. 
Il marque l'unique essai de l'équipe d'Angleterre lors d'une victoire historique contre la Nouvelle-Zélande, 15-9, la première victoire à domicile de l'Angleterre contre la Nouvelle-Zélande depuis 47 ans !!!
Liste de ses matchs pour l'Angleterre :
1. 1978 contre l'Écosse à Murrayfield victoire 15-0
2. 1978 contre l'Irlande à Twickenham victoire 15-9
3. 1979 contre la Nouvelle-Zélande à Twickenham défaite 10-9
4. 1980 contre la France à Paris victoire 17-13
5. 1980 contre le Pays de Galles à Twickenham victoire 9-8
6. 1980 contre l'Écosse à Murrayfield victoire 30-18
7. 1981 contre le Pays de Galles à Cardiff défaite 21-19
8. 1981 contre l'Écosse à Twickenham victoire 23-17
9. 1981 contre l'Irlande à Dublin victoire 10-6
10. 1981 contre la France à Twickenham défaite 16-12
11. 1982 contre l'Australie à Twickenham victoire 15-11
12. 1982 contre l'Écosse à Murrayfield match nul 9-9
13. 1982 contre l'Irlande à Twickenham défaite 16-15
14. 1982 contre la France à Paris victoire 27-15
15. 1982 contre le Pays de Galles à Twickenham victoire 17-7
16. 1983 contre la France à Twickenham défaite 19-15
17. 1983 contre la Nouvelle-Zélande à Twickenham victoire 15-9
18. 1984 contre l'Écosse à Murrayfield défaite 18-6
19. 1984 contre l'Irlande à Twickenham victoire 12-9
20. 1984 contre la France à Paris défaite 32-18
21. 1984 contre le Pays de Galles à Twickenham défaite 24-15
22. 1986 contre le Pays de Galles à Twickenham victoire 21-18
23. 1986 contre l'Écosse à Murrayfield défaite 33-6
24. 1986 contre l'Irlande à Twickenham victoire 25-20
25. 1986 contre la France à Paris défaite 29-10

Joués : 25, victoires : 14, nul : 1, défaites : 10, points en test match : 4, essais : 1

## Palmarès

### En équipe nationale
- 25 sélections avec l'équipe d'Angleterre
- Sélections par année : 2 en 1978, 1 en 1979, 3 en 1980, 4 en 1981, 5 en 1982, 2 en 1983, 4 en 1984, 4 en 1986.
- Tournois des Cinq Nations disputés : 1978, 1980, 1981, 1982, 1983, 1984 et 1986.

- Vainqueur du tournoi 1980 (Grand Chelem).

### Avec les Lions britanniques
- 8 sélections avec les Lions britanniques
- Sélections par année : 4 en 1980 ( Afrique du Sud), 4 en 1983 ( Nouvelle-Zélande)